# Дендрологія

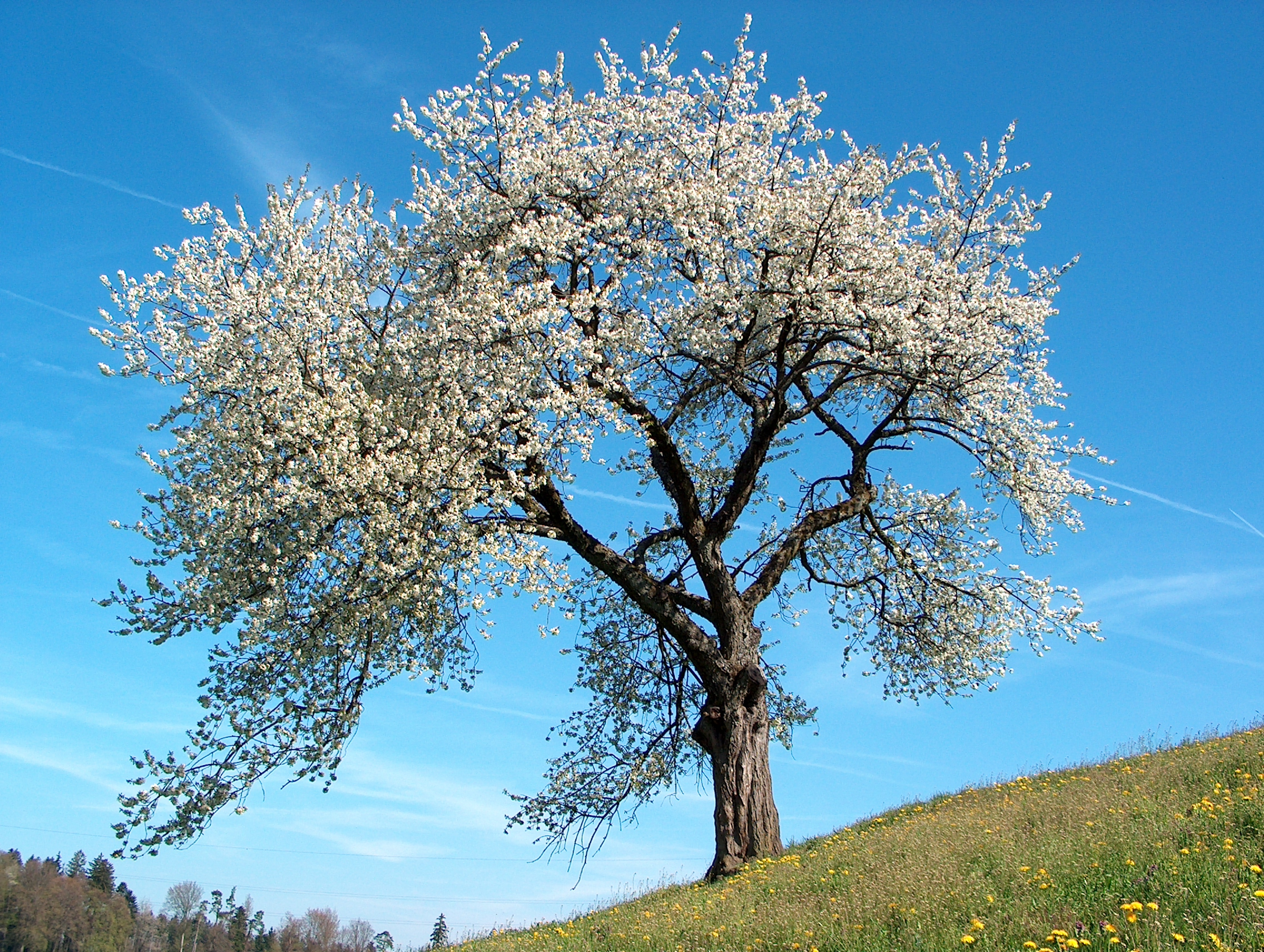
Вишня звичайна

Дендрологія (з дав.-гр. δένδρον «дерево» + λόγος «вчення, наука») — розділ ботаніки, що вивчає деревні рослини (дерева, чагарники, напівчагарники, чагарнички, деревоподібні ліани, а також сланкі деревні рослини (стелюхи, сланики) й подушкоподібні рослини). Складовими частинами дендрології є морфологія, екологія, фенологія та систематика деревних рослин, а також вчення про рослинний покрив природних зон земної кулі. 
Учених, що вивчають дендрологію, називають дендрологами. Один з найвідоміших вчених-дендрологів — Володимир Миколайович Сукачов (1880–1967), основоположник біогеоценології, один з основоположників науки про фітоценоз.